# Croton kimosorum
Espèce
Classification APG III (2009)
Croton kimosorum est une espèce de plantes à fleurs du genre Croton et de la famille des Euphorbiaceae présente au sud de Madagascar.